# Fist for Fight
Fist for Fight je kompilační album švédské heavy metalové kapely Sabaton vydané v roce 2001. Kompilace se skládá z dvou demo alb nahraných mezi rokem 1999 a 2000. V roce 2007 se Fist for Fight objevilo v bonusovém CD alba Metalizer.

## Seznam skladeb
1. Introduction
2. Hellrider
3. Endless Nights
4. Metalizer – o heavy metalu
5. Burn Your Crosses – o renesanci, kritika křesťanství
6. The Hammer Has Fallen
7. Hail To The King
8. Shadows – o nazgûlovech z Pána prstenů
9. Thunderstorm – o severské mytologii
10. Masters Of The World
11. Guten Nacht – outro

## Obsazení
- Joakim Brodén – zpěv, klávesy
- Rickard Sundén – kytara
- Oskar Montelius – kytara
- Pär Sundström – baskytara
- Richard Larsson – bicí